# Einfach unwiderstehlich (Roman)
Einfach unwiderstehlich (The Rules of Attraction) ist der zweite Roman des 1964 in Los Angeles geborenen Autors Bret Easton Ellis (American Psycho; Lunar Park). Er erschien im Jahre 1987, zwei Jahre nach Ellis’ Bestsellerdebüt Unter Null.
Im Mittelpunkt stehen der Collegestudent Sean Bateman (der jüngere Bruder des Patrick Bateman aus Ellis’ Kultroman American Psycho) sowie seine beiden Kommilitonen Lauren Hynde und Paul Denton. Die Geschichte wird abwechselnd aus der Sicht eines der jeweiligen Protagonisten erzählt, sodass verschiedene Situationen zwei Mal aus unterschiedlicher Sicht gezeigt werden.

## Inhalt
Ort der Handlung ist die fiktive Universität Camden in New Hampshire, eine teure Privatschule für den Nachwuchs wohlhabender Familien. Sämtliche Studenten werden als unambitionierte Slacker beschrieben, deren Hauptbeschäftigungen Drogenkonsum und promisker Sex sind. Die etwa zwanzigjährige Lauren wird zum Angelpunkt einer Dreiecksbeziehung: Während sie sehnsüchtig auf die Rückkehr ihres Freundes Victor wartet, der sich auf einer Europareise befindet, tröstet sie sich mit dem bisexuellen Paul Denton, der ein Auge auf Sean Bateman geworfen hat, einen zynischen und verschuldeten Kleindealer. Sean wiederum ist darauf aus, Lauren auf die Liste seiner Eroberungen zu setzen. Kurzlebige Beziehungen, die nur dem Geschlechtsverkehr dienen, verstricken in vielschichtigen Handlungssträngen diese drei Hauptfiguren mit diversen Nebenfiguren: Der Roman setzt mit Laurens Schilderung ihrer Entjungferung durch einen Sexpartner Pauls ein. Sean, der von Lauren abgewiesen wurde, kompensiert seine Frustration bei Laurens Zimmernachbarin Lara. Eine Kommilitonin, die er bereits im Vorjahr „gevögelt“ hat, begeht Selbstmord. Paul versucht eine ernsthafte Beziehung mit Sean, trifft aber bei einem Besuch bei seiner Mutter seinen Exfreund Richard wieder. Als Victor aus Europa zurückkehrt, kann er sich nicht mehr an Lauren erinnern, die inzwischen von Sean schwanger ist. Seans Ambitionen, eine Familie mit ihr zu gründen, halten nur wenige Tage, nach denen Lauren eine Abtreibung vornimmt. Bedroht von der Rache seines betrogenen Drogenlieferanten und angewidert von seiner eigenen homosexuellen Neigung verlässt er die Stadt. Das letzte Kapitel, eine Schilderung Seans, endet mit einem unvollständigen Satz, der sich mit dem ersten Satz des Romans vervollständigen lässt: Die Geschichte kann erneut beginnen.

## Verfilmung
Das Buch wurde 2002 von Roger Avary verfilmt und in Deutschland unter dem Titel Die Regeln des Spiels veröffentlicht. Hauptdarsteller waren James van der Beek (als Sean), Ian Somerhalder (als Paul), Shannyn Sossamon (als Lauren) und Jessica Biel (als Lara).